# 847

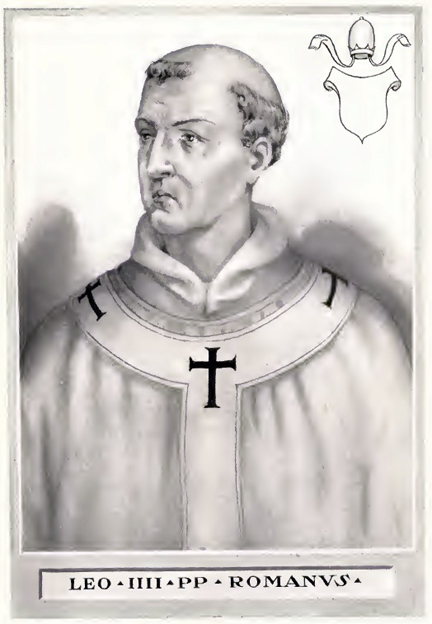
Paus Leo IV (790 - 855)

Het jaar 847 is het 47e jaar in de 9e eeuw volgens de christelijke jaartelling.

## Gebeurtenissen

### Europa
- Vikingen vanuit Denemarken voeren een plundertocht in Bretagne. De Frankische stad Bordeaux wordt aangevallen en vele kloosters worden verwoest. Een Bretons leger onder leiding van koning Nominoë probeert hen tevergeefs te verdrijven. Hij wordt verslagen en gedwongen de Vikingen een jaarlijkse schatting te betalen.
- Verdrag van Reims: Vredesverdrag tussen het Frankische Rijk en het Emiraat van Cordoba.
- Een grote aardbeving in Italië verwoest een groot deel van Rome en het Forum Romanum.

### Arabië
- 10 augustus - Kalief Al-Wathiq overlijdt aan hoge koorts (mogelijk jicht) na een regeerperiode van 5 jaar. Hij wordt opgevolgd door zijn broer Al-Moetawakkil als heerser van het kalifaat van de Abbasiden. De hoofdstad Bagdad wordt verplaatst naar Samarra, gelegen aan de rivier de Tigris.
- De Arabieren voeren vanuit Sicilië een plunderveldtocht in Zuid-Italië. De Byzantijnse stad Bari en de omliggende gebieden worden verovert. Het emiraat Bari wordt gesticht; onder het bewind van de Arabieren ontstaat een bloeiend handelscentrum, voornamelijk door de slaven- en wijnhandel.

## Religie
- 24 januari - Paus Sergius II overlijdt na een pontificaat van 3 jaar. Hij wordt opgevolgd door Leo IV als de 103e paus van de Katholieke Kerk.
- Hrabanus Maurus, een Frankisch benedictijnse monnik en abt, wordt door koning Lodewijk de Duitser benoemd tot aartsbisschop van Mainz.
- Eerste schriftelijke vermeldingen van Ardooie, Beernem, Beersel, Koekelare, Koolskamp, Roeselare, Smeerebbe en Wingene (huidige België).

## Geboren
- Karloman de Blinde, Frankisch abt (overleden 876)

## Overleden
- 10 augustus - Al-Wathiq, Arabisch kalief
- Hetto, Frankisch legaat en aartsbisschop
- 21 april - Otgar, Frankisch aartsbisschop
- 24 januari - Sergius II, paus van de Katholieke Kerk